# Teatro Municipal Oscar Niemeyer
O Teatro Municipal de Uberlândia, projetado pelo arquiteto Oscar Niemeyer, está localizado na cidade de Uberlândia, no Triângulo Mineiro, sudeste do Brasil.

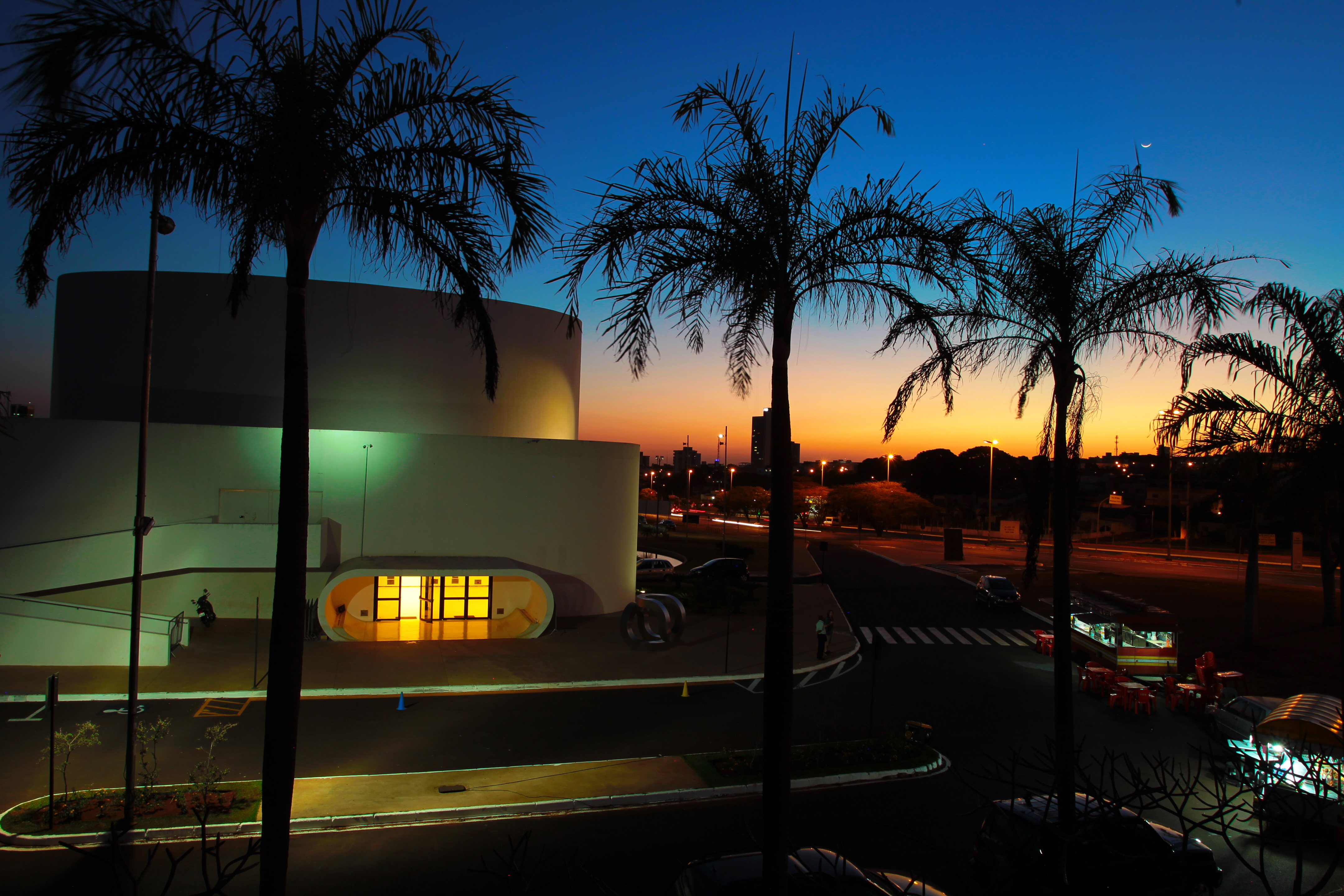

Foi inaugurado dia 20 de dezembro de 2012 na Avenida Rondon Pacheco, próximo a BR-050, no Bairro Tibery.